# Holly Crawford
Holly Crawford, née le 10 février 1984 à Sydney, est une snowboardeuse australienne spécialisée dans le half-pipe. Au cours de sa carrière, elle fut médaillée d'argent en half-pipe en 2009 à Gangwon (Corée du Sud) derrière la Chinoise Jiayu Liu (lors des mondiaux 2003, elle avait pris la 24e place puis la 21e place aux mondiaux 2005), en coupe du monde elle a connu dix podiums dont une victoire à Furano (Japon) en février 2007. Enfin, elle a pris part à quatre éditions des Jeux olympiques dont en 2010 à Vancouver où elle termine huitième.

## Palmarès

### Snowboard aux Jeux olympiques
- Turin 2006 : 18e
- Vancouver 2010 : 8e
- Sotchi 2014 : 26e
- Pyeongchang 2018 : 13e

### Championnats du monde
- Championnats du monde 2009 à Gangwon (Corée du Sud) :
  -  Médaille d'argent en half-pipe.
- Championnats du monde 2011 à La Molina (Espagne) :
  -  Médaille d'or en half-pipe.
- Championnats du monde 2013 à Stoneham (Canada) :
  -  Médaille d'argent en half-pipe.

### Coupe du monde
- Meilleur classement général : 5e en 2007.
- Meilleur classement en half-pipe : 2e en 2007 et 2011.
- 17 podiums dont 4 victoires (Furano 2007, Valmalenco 2010, La Molina 2010, Bardonnèche 2011).